# Nati nel 910
| Questa pagina contiene informazioni ricavate automaticamente dalle voci biografiche con l'ausilio del template Bio e di un bot. L'aggiornamento è periodico e automatico e ricostruisce completamente la pagina. Se manca una persona in questa lista, sei pregato di non aggiungerla, ma accertati piuttosto che la sua voce biografica contenga il template Bio e che i dati anagrafici siano correttamente compilati. Se il template Bio manca, inseriscilo tu stesso o, in alternativa, metti l'avviso {{tmp\|Bio}} che ne segnala la mancanza. Se i dati riportati sono sbagliati, correggi direttamente la voce biografica; le modifiche saranno visibili in questa lista entro pochi giorni. Per chiarimenti vedi il progetto biografie. La lista contiene solo le 10 persone che sono citate nell'enciclopedia e per le quali è stato implementato correttamente il template Bio. Pagina aggiornata al 10 feb 2025. |

- Aimaro di Cluny, abate francese († 965)
- Ekkeardo I, monaco cristiano e scrittore svizzero († 973)
- Ferdinando Gonzales, nobile spagnolo († 970)
- Guglielmo III di Aquitania, conte († 963)
- Nilo da Rossano, abate e santo italiano († 1004)
- Pons di Marsiglia, francese († 979)
- Eadgyth, nobile britannica († 946)
- Folmar I di Bliesgau, nobile tedesco
- Fujiwara no Asatada, poeta giapponese († 966)
- Minamoto no Saneakira, poeta giapponese († 970)